# 鏡川四郎
鏡川 四郎（かがみかわ しろう、1911年7月1日 - 没年不明）は、高知県香美郡野市町（現香美市）出身で、二子山部屋に所属した元大相撲力士。本名は西山 四郎。最高位は十両12枚目。

## 経歴
同郷の元前頭の土州山役太郎の二子山部屋に入門。1928年10月に初土俵を踏む。1941年1月十両に昇進。十両は3場所つとめたが、いずれも大負けして勝ち越すことができなかった。1945年11月で廃業した。

## 改名
土佐光→鏡川